# Micrathena glyptogonoides
Micrathena glyptogonoides är en spindelart som beskrevs av Levi 1985. Micrathena glyptogonoides ingår i släktet Micrathena och familjen hjulspindlar. Inga underarter finns listade i Catalogue of Life.